# Veldbiesroest
De veldbiesroest (Puccinia luzulae) is een autoecische schimmel behorend tot de familie Pucciniaceae. Het is een biotrofe parasiet die uredinia en telia vormt op beide zijden van het blad van veldbies (Luzula).

## Kenmerken
Op veldbies te herkennen aan de uredinia die aan beide zijden van de bladeren zitten. De gladde urediniosporen zijn 30-44(-52) µm lang en teliosporen zijn 44-80 µm.

## Verspreiding
In Nederland komt de veldbiesroest uiterst zeldzaam voor.